# SKA-Neva
Le SKA-Neva - en russe ХК СКА Нева - un club de hockey sur glace de Saint-Pétersbourg en Russie. Il évolue dans la VHL, le deuxième niveau russe.

## Historique
Le club est créé en 2008 sous le nom de HK VMF Saint-Pétersbourg et est basé à Saint-Pétersbourg. Le sigle VMF fait référence à la Flotte maritime militaire de Russie. Pour sa première saison dans la Vyschaïa Liga, l'entraîneur Iouri Leonov dispose d'un effectif de jeunes joueurs en majorité originaire de la ville. Le plus ancien joueur a seulement 22 ans. En 2009, il est affilié avec le SKA Saint-Pétersbourg pensionnaire de la Ligue continentale de hockey. Il déménage à Kondopoga en Carélie en 2013 et est renommé le HK VMF Carélie. Il devient ensuite le SKA-Karelia. En 2015, il déménage à Saint-Pétersbourg et devient le SKA-Neva.

## Palmarès
- Aucun titre.